# Ahmed Houssein
Ahmed Houssein, ar. أحمد حسين – dżibutyjski trener piłkarski.

## Kariera trenerska
W 2007 prowadził narodową reprezentację Dżibuti.